# 遠足TV!
『遠足TV!』（えんそくテレビ）は、関西テレビと関西テレビ☆京都チャンネルで放送された旅番組。

## 概要
アメリカザリガニの柳原哲也と平井善之、そして関西テレビアナウンサーの藤本景子が日本各地をブラブラと好奇心のおもむくままに歩き、遊びつくすことをコンセプトにしていた。

## 放送内容
- 第1回 香川編1（2002年7月27日）
- 第2回 香川編2 （2002年8月3日）
- 第3回 香川編3 （2002年8月10日）
- 第4回 枚方1 （2002年8月18日）
- 第5回 枚方2 （2002年8月25日）
- 第6回 姫路編1 （2002年9月1日）
- 第7回 姫路編2 （2002年9月8日）
- 第8回 京都編1 （2002年9月15日）
- 第9回 京都編2 （2002年9月22日）
- 第10回 琵琶湖編1 （2002年9月29日）
- 第11回 琵琶湖編2 （2002年10月6日）
- 第12回 滋賀編 （2002年10月13日）
- 第13回 淡路島編1 （2002年10月20日）
- 第14回 淡路島編2 （2002年10月22日）
- 第15回 名古屋編1 （2002年11月3日）
- 第16回 名古屋編2 （2002年11月10日）
- 第17回 南大阪編1（2002年11月17日）
- 第18回 南大阪編2 （2002年11月24日）
- 第19回 南大阪編3 （2002年12月1日）
- 第20回 沖縄編1 （2002年12月8日）
- 第21回 沖縄編2 （2002年12月15日）
- 第22回 沖縄編3 （2002年12月22日）
- 第23回 丹後編1 （2002年12月29日）
- 第24回 丹後編2 （2003年1月5日）
- 第25回 丹後編3 （2003年1月12日）
- 第26回 北九州・下関編1 （2003年1月19日）
- 第27回 北九州・下関編2 2003年1月26日）
- 第28回 北九州・下関編3 2003年2月2日）
- 第29回 京都編1 （2003年2月9日）
- 第30回 京都編2 （2003年2月16日）
- 第31回 京都編3 （2003年2月23日）
- 第32回 徳島県編1 2003年3月2日）
- 第33回 徳島県編2 （2003年3月9日）
- 第34回 徳島県編3 （2003年3月16日）
- 第35回 長崎県編 （2003年3月23日）
- 第36回 佐賀県編1 （2003年3月30日）
- 第37回 佐賀県編2 （2003年4月6日）
- 第38回 門司編 （2003年4月13日）

## 放送局
- 関西テレビ
- 関西テレビ☆京都チャンネル  - 2002年7月27日から2003年4月13日まで放送。
- BSフジ